# Pteropus allenorum
Pteropus allenorum é uma espécie extinta de morcego da família Pteropodidae. O holótipo foi coletado em 1856, na ilha de Upolu, Samoa, ficando sem descrição científica até o ano de 2009. Não se conhece outros exemplares da espécie, sendo oficialmente considerada extinta.